# Pholidota longilabra
Pholidota longilabra är en orkidéart som beskrevs av De Vogel. Pholidota longilabra ingår i släktet Pholidota och familjen orkidéer. Inga underarter finns listade i Catalogue of Life.